# Васильківський курган
Васильківський курган — кімерійський курган в селі Василівка Кальміуського району.

## Відкриття
У 1972 року Азовський загін Сіверськодонецької експедиції Інституту археології АН УРСР під час розкопок кургану № I V с. Василівка виявив впускне поховання (№ 25) пізнішого передскіфського часу.

## Опис
Глибина могили 2,55 м, довжина 1,8 і, ширина 1 м. У ній на 15 см вище дна — дерев'яне перекриття поперечними плахами. Скелет дорослої людини лежав витягнуто з простягнутими вздовж тіла руками, головою на захід. При ньому були такі предмети:
- Між ліктем правої руки і грудною кліткою перебувала жовта маса (залишки напутньої їжі?), при якій був сильно окислений залізний ніж.
- Поруч лежав кістяний чотиригранний втульчатий наконечник стріли.
- У попереку праворуч знаходилося кістяне стержневидне знаряддя з муфтообразним кільцем по обідку і короткою втулкою. Довжина вироба 6,3 см, діаметр втулки 2 см.
- На тій же лінії, але з лівого боку скелета перебувала кістяна застібка з трьома поперечними жолобками. Довжина її 3,2 см, ширина 1 см.